# Geryonidae
Geryonidae là một họ cua biển trong phân thứ bộ Brachyura của bộ Decapoda.

## Chi và loài
Họ cua này gồm các chi và loài sau đây:
- Geryoninae Colosi, 1923
  - Chaceon Manning & Holthuis, 1989
    - Chaceon affinis (A. Milne-Edwards & Bouvier, 1894)
    - Chaceon albus Davie, Ng & Dawson, 2007
    - Chaceon alcocki Ghosh & Manning, 1993
    - Chaceon atopus Manning & Holthuis, 1989
    - Chaceon australis Manning, 1993
    - Chaceon bicolor Manning & Holthuis, 1989
    - Chaceon chilensis Chirino-Gálvez & Manning, 1989
    - Chaceon chuni (Macpherson, 1983)
    - Chaceon collettei Manning, 1992
    - Chaceon crosnieri Manning & Holthuis, 1989
    - Chaceon eldorado Manning & Holthuis, 1989
    - Chaceon erytheiae (Macpherson, 1984)
    - Chaceon fenneri (Manning & Holthuis, 1984)
    - Chaceon gordonae (Ingle, 1985)
    - Chaceon goreni Galil & Manning, 2001
    - Chaceon granulatus (Sakai, 1978)
    - Chaceon imperialis Manning, 1992
    - Chaceon inghami (Manning & Holthuis, 1986)
    - Chaceon inglei Manning & Holthuis, 1989
    - Chaceon karubar Manning, 1993
    - Chaceon linsi Tavares & Pinheiro, 2011
    - Chaceon macphersoni (Manning & Holthuis, 1988)
    - Chaceon manningi Ng, Lee & Yu, 1994
    - Chaceon maritae (Manning & Holthuis, 1981)
    - Chaceon mediterraneus Manning & Holthuis, 1989
    - Chaceon micronesicus Ng & Manning, 1998
    - Chaceon notialis Manning & Holthuis, 1989
    - Chaceon paulensis (Chun, 1903)
    - Chaceon poupini Manning, 1992
    - Chaceon quinquedens (Smith, 1879)
    - Chaceon ramosae Manning, Tavares & Albuquerque, 1989
    - Chaceon sanctaehelenae Mannig & Holthuis, 1989
    - Chaceon somaliensis Manning, 1993
    - Chaceon yaldwyni Manning, Dawson & Webber, 1990

  - Geryon Krøyer, 1837
    - Geryon longipes A. Milne-Edwards, 1882
    - Geryon trispinosus (Herbst, 1803)

  - Zariquieyon Manning & Holthuis, 1989
    - Zariquieyon inflatus Manning & Holthuis, 1989

  - Raymanninus Ng, 2000
    - Raymanninus schmitti (Rathbun, 1931)
- Benthochasconinae Spiridonov, Neretina & Schepetov, 2014
  - Benthochascon Alcock & Anderson, 1899
    - Benthochascon hemingi Alcock & Anderson, 1899

Các chi Ovalipes, Echinolatus và Nectocarcinus cũng được một số tác giả xếp trong họ này.